# Echaurren (Álava)
Echaurren es un despoblado que actualmente forma parte del concejo de Menoyo, que está situado en el municipio de Ayala, en la provincia de Álava, País Vasco (España).

## Toponimia
A lo largo de los siglos ha sido conocido con los nombres de Echaurren e Ichaurren.

## Historia
Documentado desde 1725, hay algunas dudas sobre si llegó a ser un poblado.
Actualmente sus tierras son conocidas con el topónimo de Etxaurren.

## Monumentos
- Santuario de Nuestra Señora de Echaurren, que es la patrona del valle de Ayala.[2]